# Чаробњак из Оза (ТВ серија)
Чаробњак из Оза је америчка цртана серија из 1990. године, посвећена обележавању 50. годишњице Чаробњак из Оза (филм из 1939). У Србији и Црној Гори су 2002. године свих 13 епизода објављене на 4 видео касета у издању Провижн Кидс, па касније и на ДВД-у. Синхронизацију на српски језик је радио студио Призор коју је емитовала на БК телевизија, Хепи и Пинк кидс.

## Позадинска прича
Дороти је одлучила да се врати у Оз са Тотоом, користећи црвене ципелице, које су се појавиле на њеном прагу. Чим се вратила срела се са плашљивим лавом, лименим човеком и страшилом и сазнала је од добре виле Гленде да су летећи мајмуни оживели злу вештицу запада и да је она преузела Смарагдни град. Чаробњак је заробљен у свом балону, који је зачаран да буде одуван од стране злог ветра. Дороти, Тото, страшило, лимени човек и плашљиви лав крећу да га спасу и заувек ослободе Оз од зле вештице.

### Црвене ципелице
Иако би требало да дају Дороти магичне моћи против зле вештице, ципелице нису увек радиле како треба, очигледно јер она није била скроз сигурна како да их користи. Обично нису радиле тачно шта им је говорила и биле су непредвидиве. У другој епизоди лупила је петама четири пута да би исправила вештичину штету у Смарагдном граду, шта означава да четврти ударац има већу моћ од три. Гленда јој је обично говорила да их користи као крајње средство.
Слично, вештичина кристална кугла је такође била непредвидива, обично радивши само 'једном дневно'. Четрвта епизода објашњава да је за то крив куглин творац, који је напукао ножем, током вештичине крађе, да би је ограничио у коришћењу њене пуне моћи.
Зла вештица успева да се домогне ципелица једанпут у серији. Како било, Трагач успева да јој их украде, шта је спречило да искористи њихов пун потенцијал. Плашљиви лав их је исто носио накратко.

## Улоге
| Име лика        | Име глумца      |
| --------------- | --------------- |
| Дороти Гејл     | Тамара Павловић |
| Плашљиви лав    | Драган Вујић    |
| Лимени човек    | Драган Вујић    |
| Страшило        | Владан Савић    |
| Гленда          | Тамара Павловић |
| Зла вештица     | Душица Синобад  |
| Трагач          | Драган Вујић    |
| Чаробњак из Оза | Владан Савић    |

## Чаробњак из Оза на DVD-у у Србији и Црној Гори
| Издавач      | Број DVD-а | Епизоде |
| ------------ | ---------- | ------- |
| Провижн Кидс | 1          | 1-4     |
| Провижн Кидс | 2          | 5-7     |
| Провижн Кидс | 3          | 8-10    |
| Провижн Кидс | 4          | 11-13   |